# Daewoo Nexia
Daewoo Nexia — автомобіль C-Класу, розроблений південнокорейською компанією Daewoo в 1995 році на базі німецького Opel Kadett E, що випускався до 1991 року.

## Опис моделі

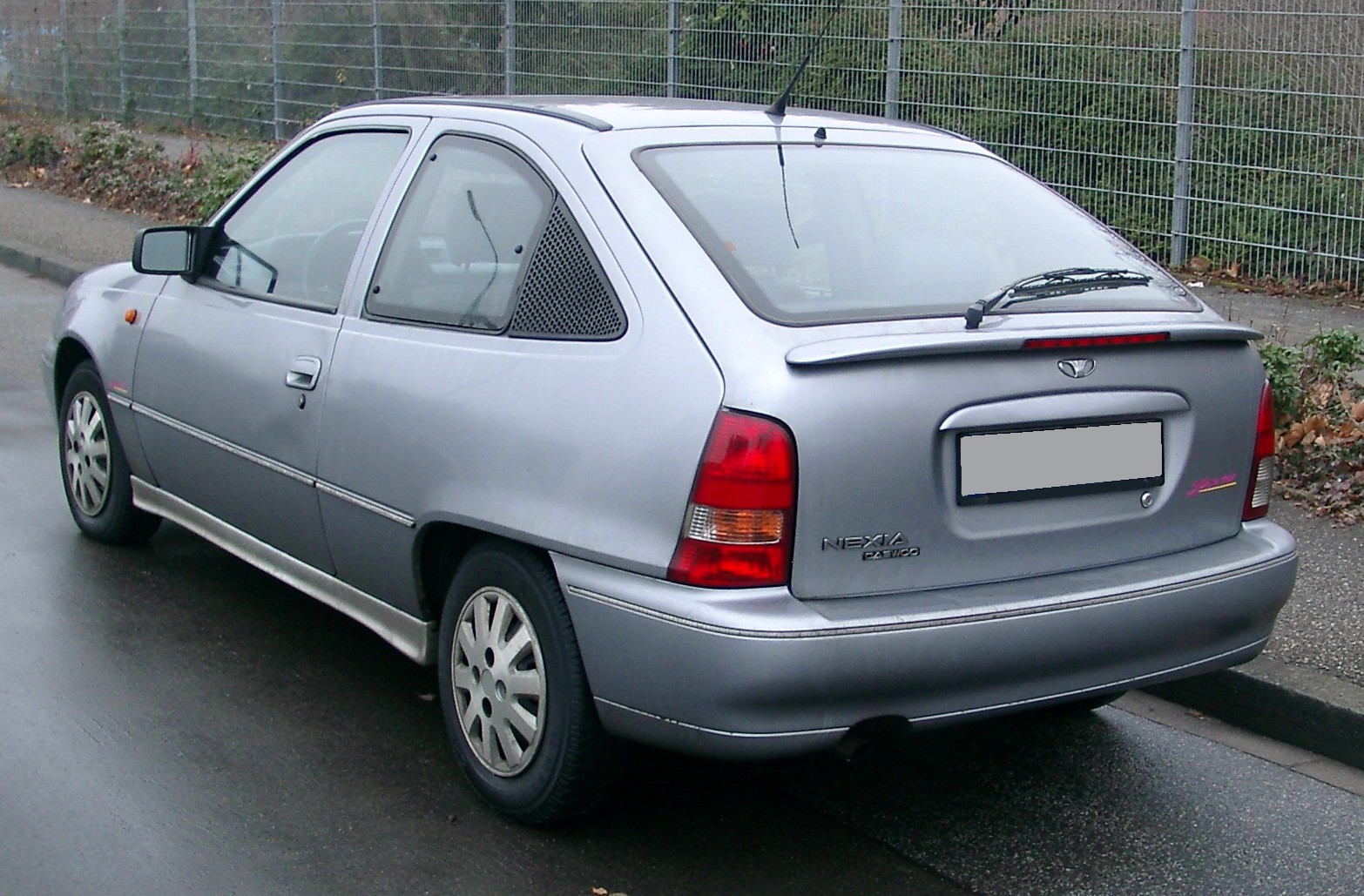
Daewoo Nexia 3дв. хетчбек (1995—1997)

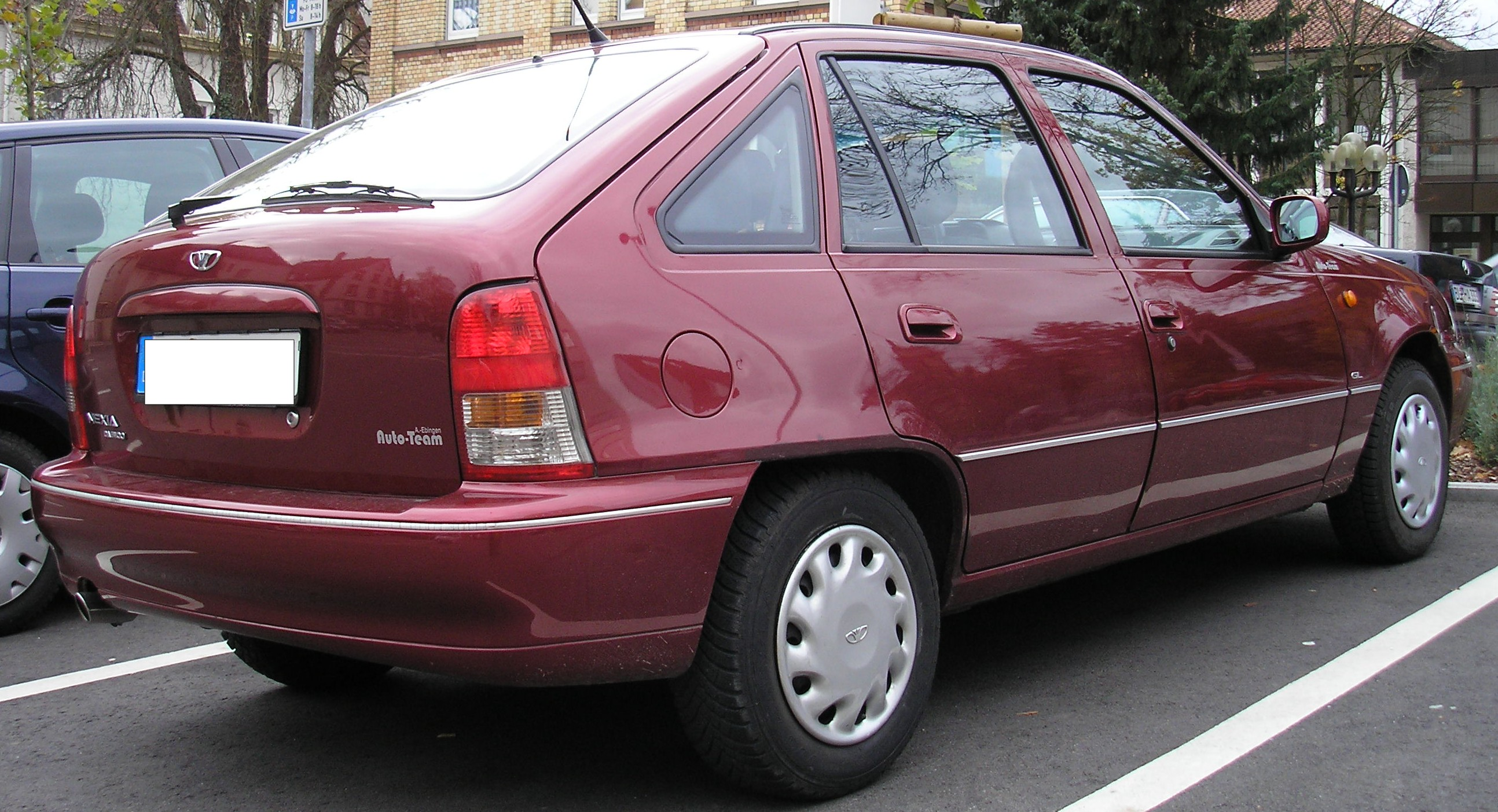
Daewoo Nexia 5дв. хетчбек (1995—1997)

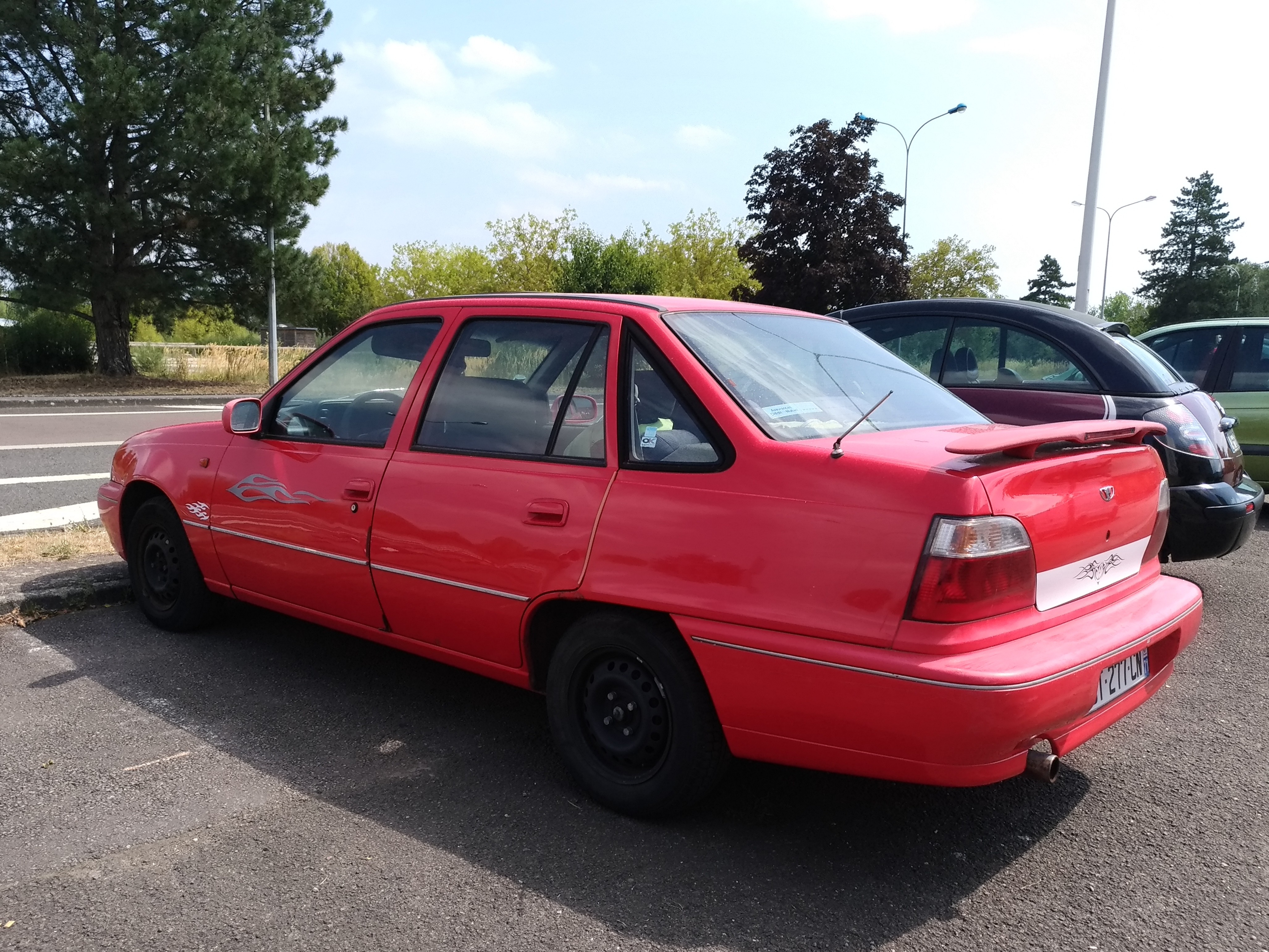
Daewoo Nexia седан (1995—2008)

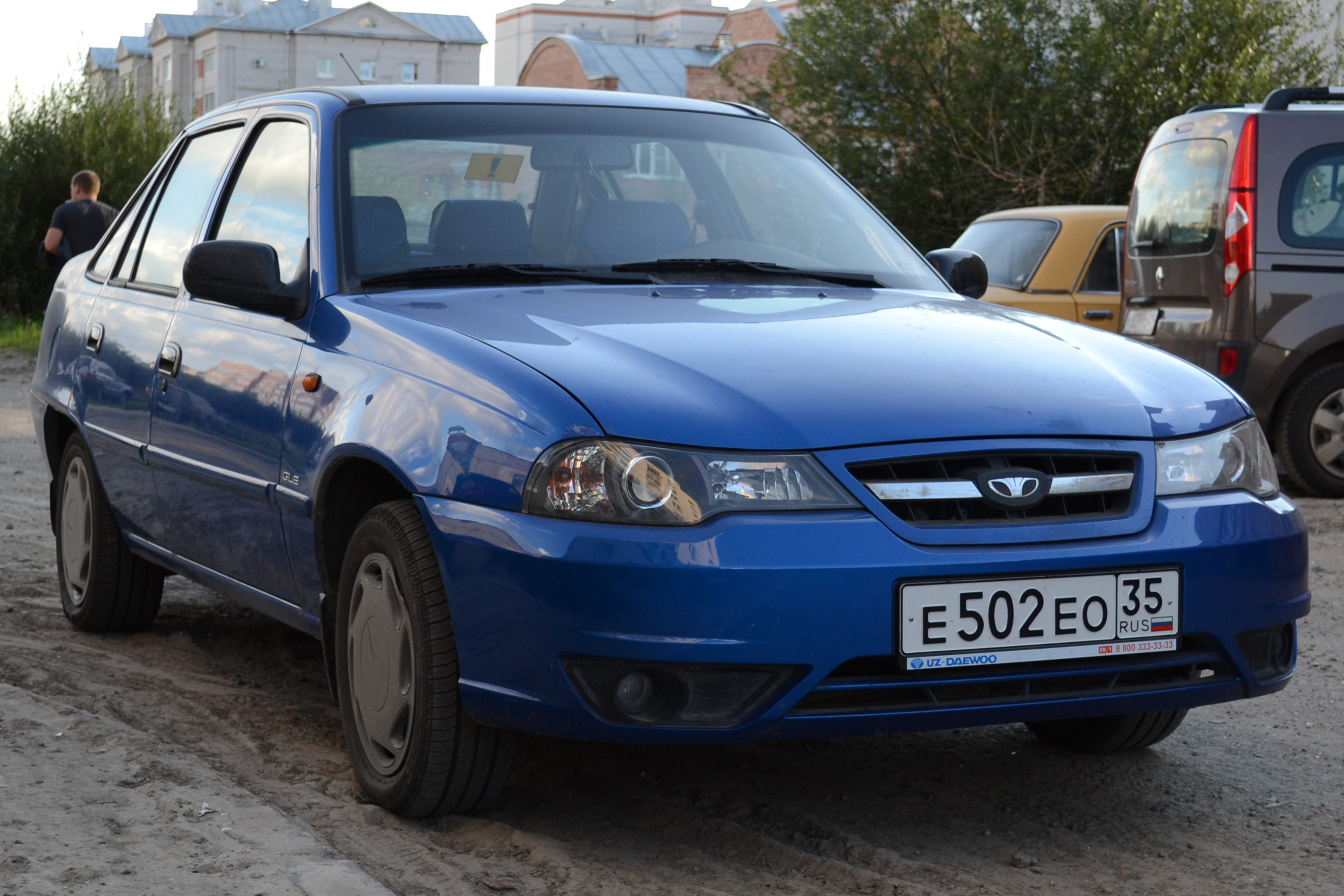
Daewoo Nexia (2008—2016)

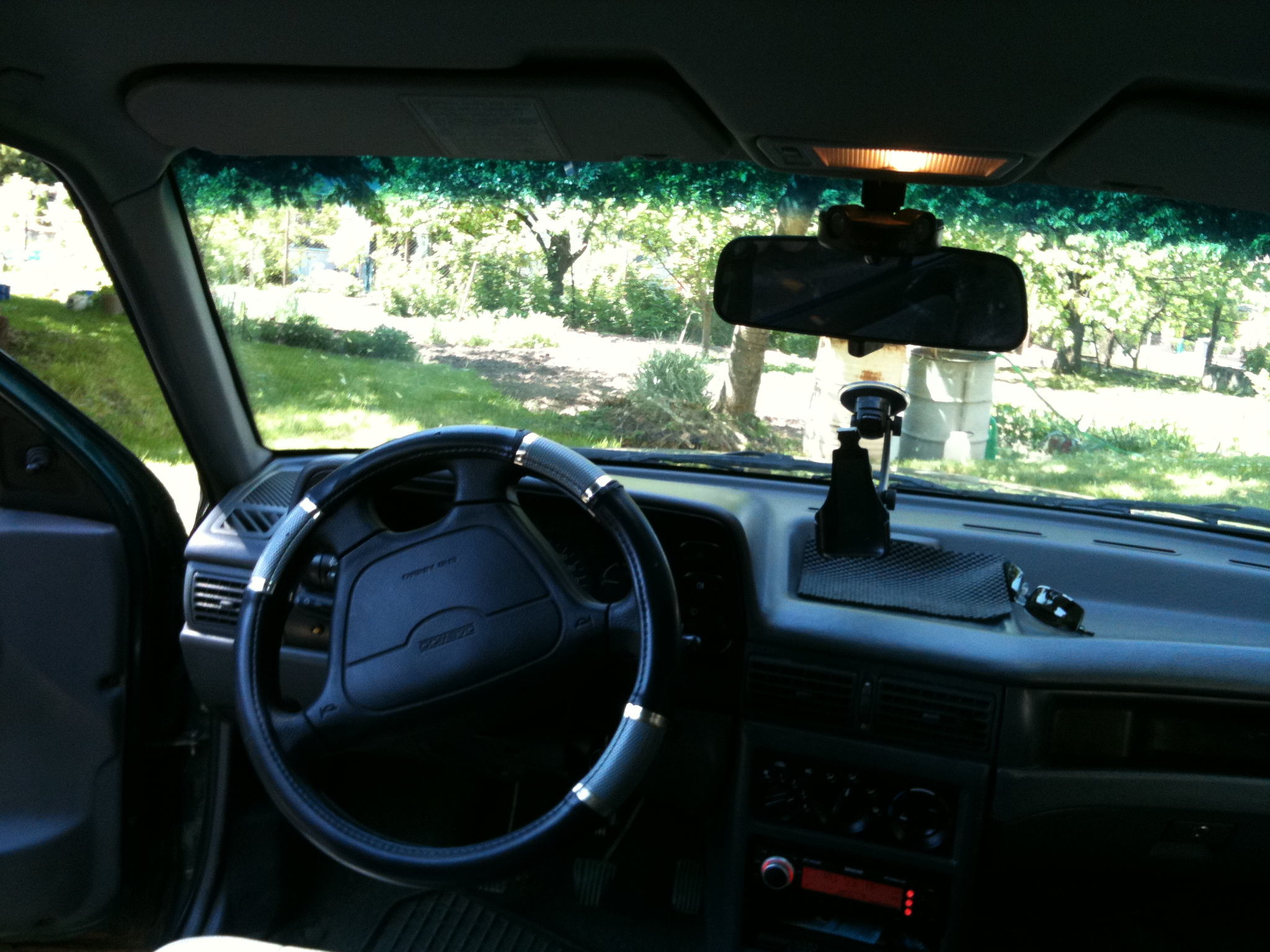

Daewoo Nexia з'явилася на світ в 1995 році. У Кореї продавалася під маркою Daewoo Racer. Невдовзі автомобіль з виробництва в Південній Кореї був знятий.
З 1996 року виготовляється на філіях (дочірніх підприємствах) Daewoo в різних країнах. В Україну і країни ближнього зарубіжжя поставляються автомобілі з Узбекистану, компанією Uz-Daewoo. Деякий час великовузлове складання з корейських машинокомплектів виробляли в Ростовській обл. (Росія), На заводі «Червоний Аксай» аж до 1998 р. Нині автомобіль виготовляється по повному циклу в Узбекистані. Частина комплектуючих, включаючи сталь на елементи кузова поставляється з Росії.
Автомобіль виготовляється з кузовом седан. В наш час[коли?] автомобіль продається в двох основних комплектаціях — базовій GL і розширеній GLE (у термінології дилерів комплектація «люкс»). До розширеної комплектації входять як поліпшений зовнішній вигляд (декоративні колісні ковпаки, емблеми, сонцезахисна смуга на лобовому склі, пофарбовані бампери), так і низка приладів для комфорту (поліпшені «м'які» оббивки дверей, тахометр, електричні склопідіймачі, електричний центральний замок всіх дверей, протитуманні фари). Автомобіль пристосований до встановлення кондиціонера і гідропідсилювача керма, але частина машин для здешевлення ними не оснащується.
Автомобілі з 1996 року по 2008 рік комплектувалися двигуном G15MF, об'ємом 1,5 л, потужністю 55 кВт (75 к.с.) має газорозподільний механізм з двома клапанами на циліндр і одним верхнім розподільчим валом (SOHC). Цей двигун є базовим і практично копіює двигун Opel Kadett E.
Коефіцієнт аеродинамічного опору Cx = 0,30 (Opel Kadett E).
У 2003 році проводиться перший рестайлінг узбекистанського автомобіля, крім безлічі зовнішніх змін кузова, машина отримує сучасніший двигун, по суті є модернізацією морально застарілого G15MF. Для підвищення потужності до 66 кВт (85 к.с.) Механізм газорозподілу зроблений двовальним (DOHC), кількість клапанів на циліндр збільшена до чотирьох, кардинально змінена система запалювання, вприскування палива, охолодження. Двигуну присвоєно індекс A15MF. Збільшена енергооснащеність машини зажадала доробок ходової частини, гальм. Автомобілі з двигуном A15MF з заводу комплектуються 14" колесами. З введенням каталітичного нейтралізатора і регулювання складу суміші за сигналами λ-зонда, обидва двигуни стали виконувати вимоги токсичності Євро-2 і випускалися до 2008 р.

### Безпека
За результатами краш-тесту, проведеного у 2002 році редакцією газети Авторевю за методикою ARCAP, Daewoo Nexia узбецької збірки набрала 0,6 балів з 16 можливих за фронтальний удар і отримав 0 зірок з 4 можливих за безпеку, що є поганим результатом, в порівнянні з іншими автомобілями.

### Daewoo Nexia 2— Узбецький рестайлінг
У 2008 році компанія Uz-Daewoo провела рестайлінг моделі. В основному були оновлені передній і задній бампери і оптика, а також інтер'єр машини. Двигуни G15MF і A15MF не виконували вимоги Євро-3, і зняті з виробництва, із заміною їх на сучасніші двигуни A15SMS, потужністю 80 к.с. від Daewoo Lanos і F16D3, потужністю 109 к.с. від Chevrolet Lacetti. У 2015 році почалася поступова заміна Daewoo Nexia на нову бюджетну модель Ravon Nexia (яка є видозміненим Chevrolet Aveo T250).

#### Двигуни
| Бензинові   |                |          |                  |             |                          |                          |                                   |                              |                       |              |
| Індекс      | Модель двигуна | Об'єм    | Система живлення | Клапани/ГРМ | Потужність при об/хв     | Крутний момент при об/хв | Розгін від 0 до 100 км/год секунд | Максимальна швидкість км/год | Витрата пального (EU) | Роки випуску |
| Дивигуни І4 |                |          |                  |             |                          |                          |                                   |                              |                       |              |
| 1,5i        | G15MF          | 1498 см³ | інжектор         | 8/SOHC      | 75 к. с. (55,4 кВт)/5400 | 120 Нм/3400              | -                                 | 163                          | -/-/-                 | 1995-2008    |
| 1,5i 16V    | A15MF          | 1498 см³ | інжектор         | 16/DOHC     | 90 к. с. (66 кВт)/4800   | 137 Нм/3600              | -                                 | 170                          | -/-/-                 | 1995-2003    |
| 1,5i        | A15SMS         | 1498 см³ | інжектор         | 8/SOHC      | 80 к. с. (58,6 кВт)/5400 | 123 Нм/3400              | 14,5                              | 163                          | 5,5/7,0/7,5           | 2008-2016    |
| 1,5i 16V    | A15DMS         | 1498 см³ | інжектор         | 16/DOHC     | 85 к. с. (62,5 кВт)/5600 | 130 Нм/4400              | 11,6                              | 175                          | 6,25/7,95/8,6         | 2003-2008    |
| 1,6i 16V    | F16D3          | 1598 см³ | інжектор         | 16/DOHC     | 109 к. с. (80 кВт)/5800  | 150 Нм/4000              | 11                                | 185                          | ?                     | 2008-2016    |
| 1.          |                |          |                  |             |                          |                          |                                   |                              |                       |              |